# 버니 (2011년 영화)
《버니》(영어: Bernie)는 2011년에 공개된 미국의 전기 블랙 코미디 스릴러 영화이다.

## 줄거리
밥상 위 숟가락 개수까지 알 정도로 작은 텍사스 마을에 장례사 버니가 오게 된다. 장례 준비에서부터 진행, 노래, 심지어 가족을 잃어 슬픔에 젖어 있는 사람들을 위한 따뜻한 애프터 서비스까지 잊지 않는 버니는 곧 모든 마을 사람들의 사랑을 받는다.
그러던 중 버니는 마을에서 괴팍하기로 소문난 미망인 마저리 부인과 급격히 가까워진다. 행복한 시간도 잠시, 점점 자신에게 집착하는 마저리 부인에게 지쳐 가던 버니는 어느 날부터 홀로 마을을 오가기 시작한다.
이를 수상히 여긴 마저리 부인의 자산 관리사는 열혈 검사 대니와 함께 버니의 집을 수색하고, 냉동고에서 마저리의 시체를 발견한다. 하지만 버니를 유죄로 기소하려는 검사 대니는 무죄를 주장하는 마을 사람들의 거센 항의를 받게 되는데...
과연 버니는 무죄를 선고받을 수 있을까?
믿을 수도 없고, 웃지 않을 수도 없는 기막힌 실제 사건이 눈앞에 펼쳐진다!

## 출연진
- 잭 블랙 - 버니 티드 역
- 셜리 매클레인 - 마저리 “마지” 뉴전트 부인 역
- 매슈 매코너헤이 - 대니 벅 데이비드슨 역
- 브레이디 콜먼 - 스크래피 홈스 역
- 리처드 로비쇼 - 로이드 혼버클 역: 증권사 직원.
- 릭 다이얼 - 돈 레깃 역
- 래리 잭 돗슨 - 우더드 목사 역
- 게이브리얼 루나 - 케빈 슈나이더 역 (크레디트 미기재)

## 흥행
- 대한민국: 7,501 명 (2014.11.24, 영화 진흥 위원회 영화관 입장권 통합 전산망)

## 시청 등급
- 대한민국: 15세이상관람가